# Prutine
Prutine är en ort i Bosnien och Hercegovina.   Den ligger i entiteten Republika Srpska, i den sydöstra delen av landet, 21 km öster om huvudstaden Sarajevo. Prutine ligger 980 meter över havet och antalet invånare är 161.
Terrängen runt Prutine är kuperad. Närmaste större samhälle är Sokolac, 16,8 km nordost om Prutine. 
Omgivningarna runt Prutine är en mosaik av jordbruksmark och naturlig växtlighet. Runt Prutine är det ganska tätbefolkat, med 67 invånare per kvadratkilometer.